# Molinet (natació)
El molinet (anglès: eggbeater) és un moviment de propulsió i sosteniment que es basa en moure les cames de manera alterna en cercles per mantenir una posició vertical. S'utilitza tant en l'àmbit esportiu com per part dels socorristes. Permet que el nedador pugui utilitzar lliurement les seves mans, quedar estable en l'aigua sense balancejar-se, mantenir una posició vertical constant, i conservar l'energia. Tanmateix, pot causar problemes de genoll a causa de la rotació circular de la junta de genoll.

## Aplicacions
S'utilitza en diversos tipus d'activitats relacionades amb la natació.

### Esports
- Els jugadors de waterpolo utilitzen el molinet perquè les seves mans puguin ser lliures de disparar, passar, driblar i controlar la pilota. Els jugadors de waterpolo necessiten perfeccionar el molinet per tenir èxit. Els porters han de ser capaços de fer aquest moviment especialment quan necessiten parar la pilota.[4]
- La natació sincronitzada utilitza aquest estil per a poder fer altres habilitats importants que requereixen estabilització. El molinet permet als nedadors aixecar els companys d'equip fora de l'aigua.

### Socorristes
- Els socorristes utilitzen aquest moviment perquè permet la estabilització més gran del cos superior i l'ús de mans per rescatar víctimes.

## Tècnica
S'ha d'estar: 
1. En una posició asseguda;
2. amb els genolls doblegats gairebé 90 graus;
3. obrir les cames més que les espatlles;
4. girar les cames, movent-les al revés del sentit horari.[5]

Els nedadors que aprenen aquest moviment utilitzen de manera natural les mans per moure l'aigua, ja que aconsegueixen flotar amb els peus.

## Física
El molinet propulsa els nedadors en sentit ascendent. El nedador gira les cames circularment mantenint els peus arquejats i inclinats, fent que l'aigua de sobre del peu es mogui més ràpidament que l'aigua de sota el peu. A causa del Principi de Bernoulli, l'aigua que es mou més ràpidament té una pressió inferior a l'aigua que es mou més lentament. Aquesta diferència de pressió entre l'aigua en moviment i l'aigua circumdant crea una força, impulsant al nedador cap amunt. Com més ràpid es mouen els peus del nedador, més propulsió ascendent genera.